# Ella van Poucke
Pour les articles homonymes, voir van Poucke et Poucke.
Ella van Poucke, née le 28 avril 1994 à Amsterdam (Pays-Bas), est une violoncelliste néerlandaise.
En 2022, elle est demi-finaliste du Concours musical international Reine Élisabeth de Belgique.

## Biographie
Ella van Poucke naît dans une famille de musiciens. Sa mère joue de l'alto, son père joue de la trompette et son frère joue du piano. Elle commence à jouer du violoncelle à l'âge de six ans et reçoit l'enseignement à l'école de musique de Woerden. Elle prend ensuite des cours avec Rosalie Seinstra — violoncelliste du quatuor à cordes Jenufa — à l'institut de violon Hellendaal de Rotterdam. À l'âge de dix ans, elle commence ses études de violoncelle au Conservatoire royal de La Haye et poursuit ensuite ses études au Conservatoire d'Amsterdam avec Godfried Hoogeveen.
En 2015, elle joue sur un instrument de Nicolas François Vuillaume de 1860. En 2019, elle joue sur un violoncelle SP Bernardel (1865) de Paris, mis à sa disposition par le Fonds national néerlandais des instruments de musique. Elle joue également sur un violoncelle Rombouts.